# Station Sulęcin
Station Sulęcin is een spoorwegstation in de Poolse plaats Sulęcin.